# 衡阳市烈士陵园

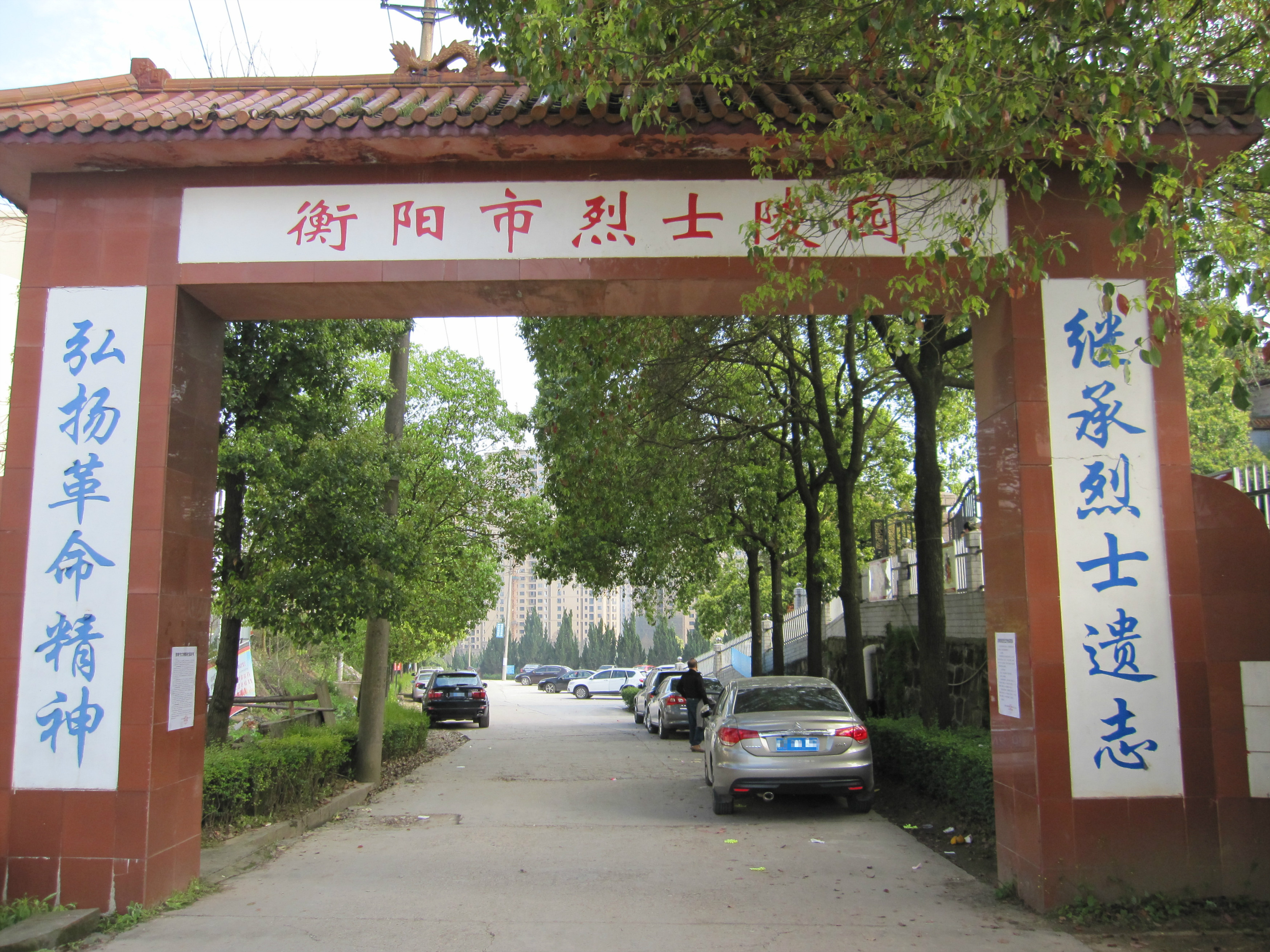
衡阳烈士陵园正门

衡阳市烈士陵园，位于湖南省衡阳市望城坳，即黄沙湾52号。

## 历史
1954年7月1日，中央领导陶铸堪考定址石鼓区北郊望城坳，并命名为“衡阳市烈士陵园”。
1992年7月16日，衡阳市烈士陵园管理处正式成立，专门负责衡阳烈士陵园的建设和管理。

## 组成

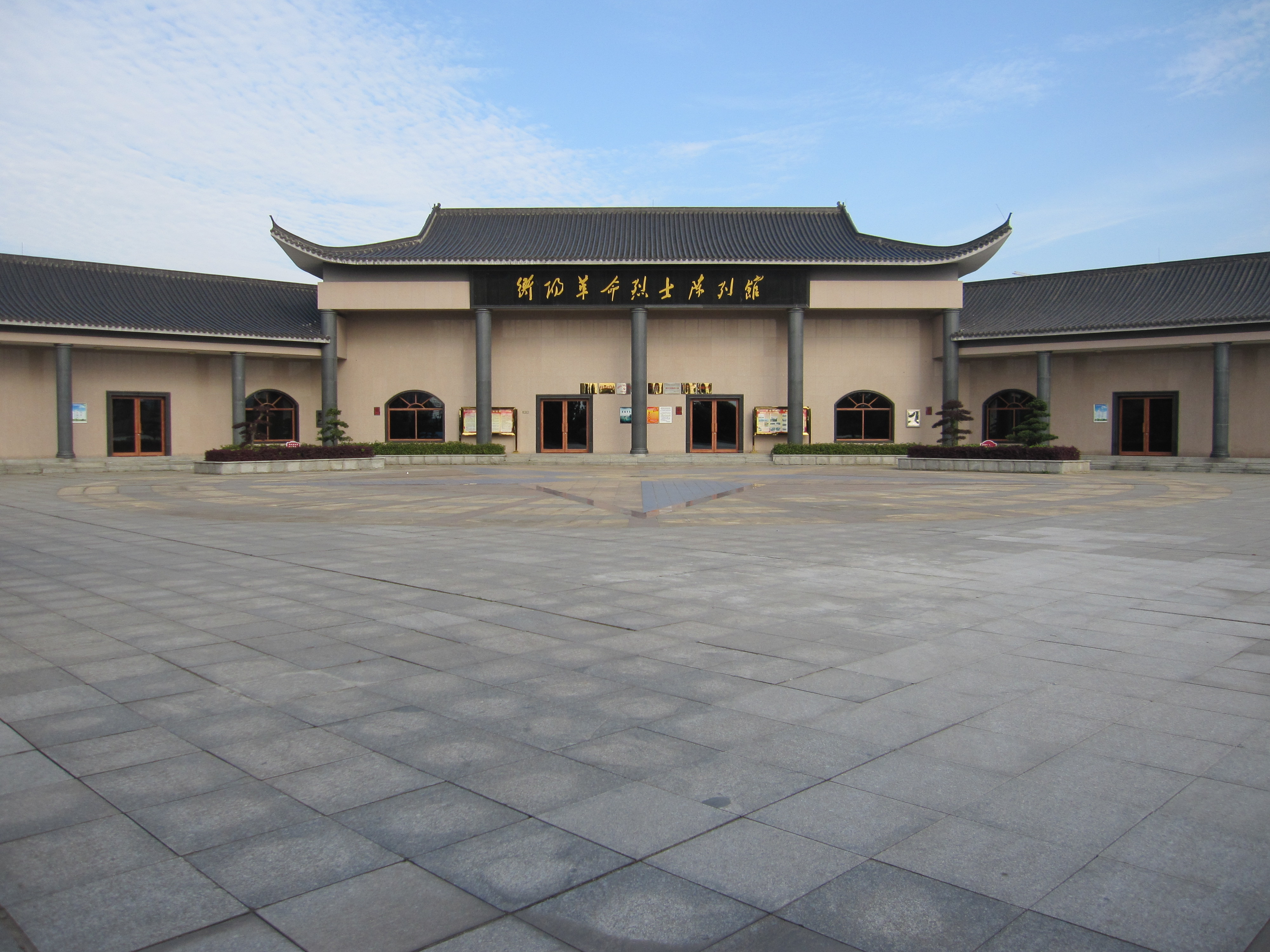
烈士陈列馆

参见：衡阳市烈士陵园的视频报导 （页面存档备份，存于）

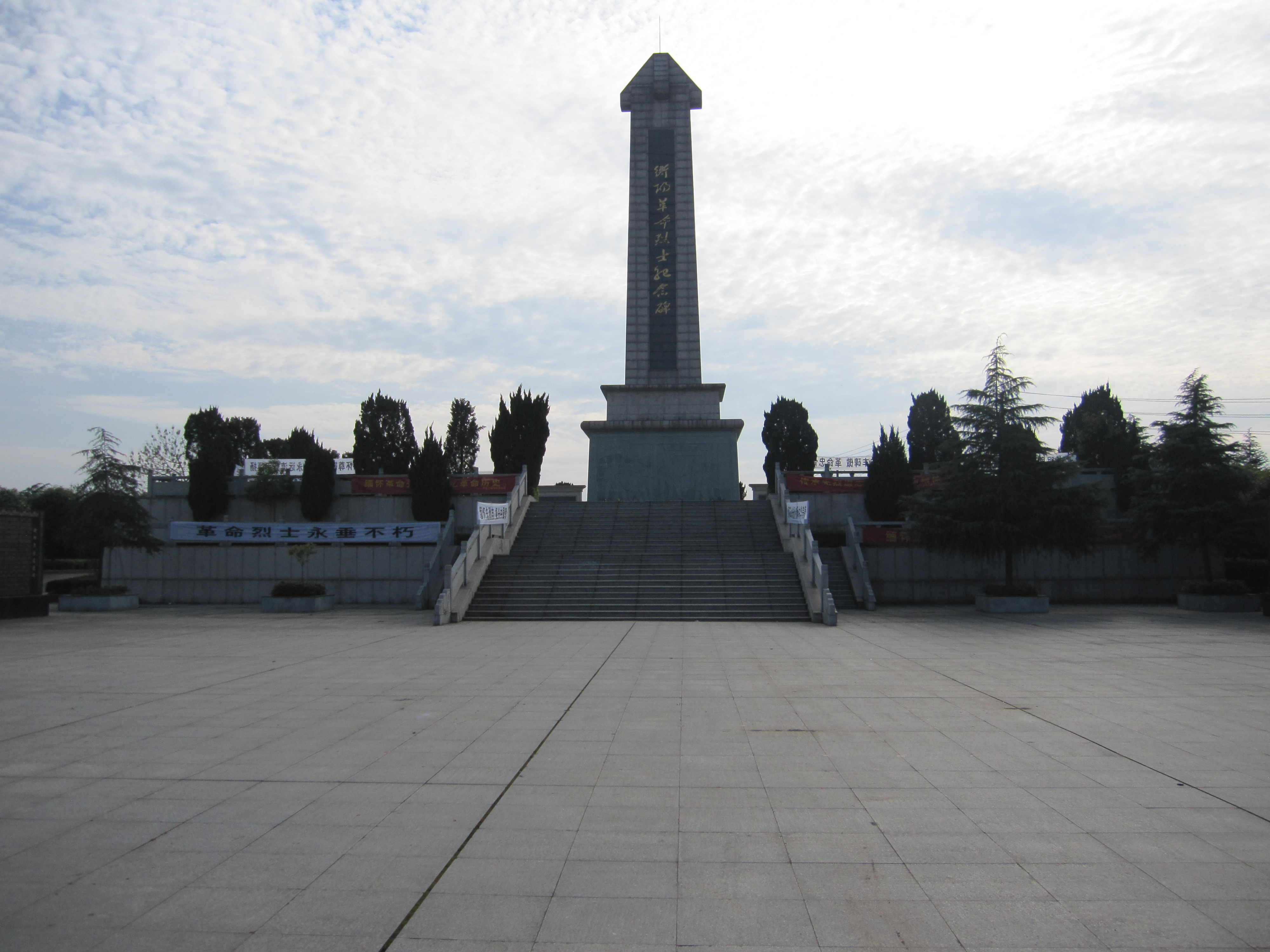
烈士纪念碑

衡阳市烈士陵园内，包括烈士墓区、烈士纪念碑、11.3烈士纪念广场、衡阳市革命烈士陈列馆。
- 衡阳市革命烈士陈列馆

参见：衡阳市革命烈士陈列馆的视频报导 （页面存档备份，存于）

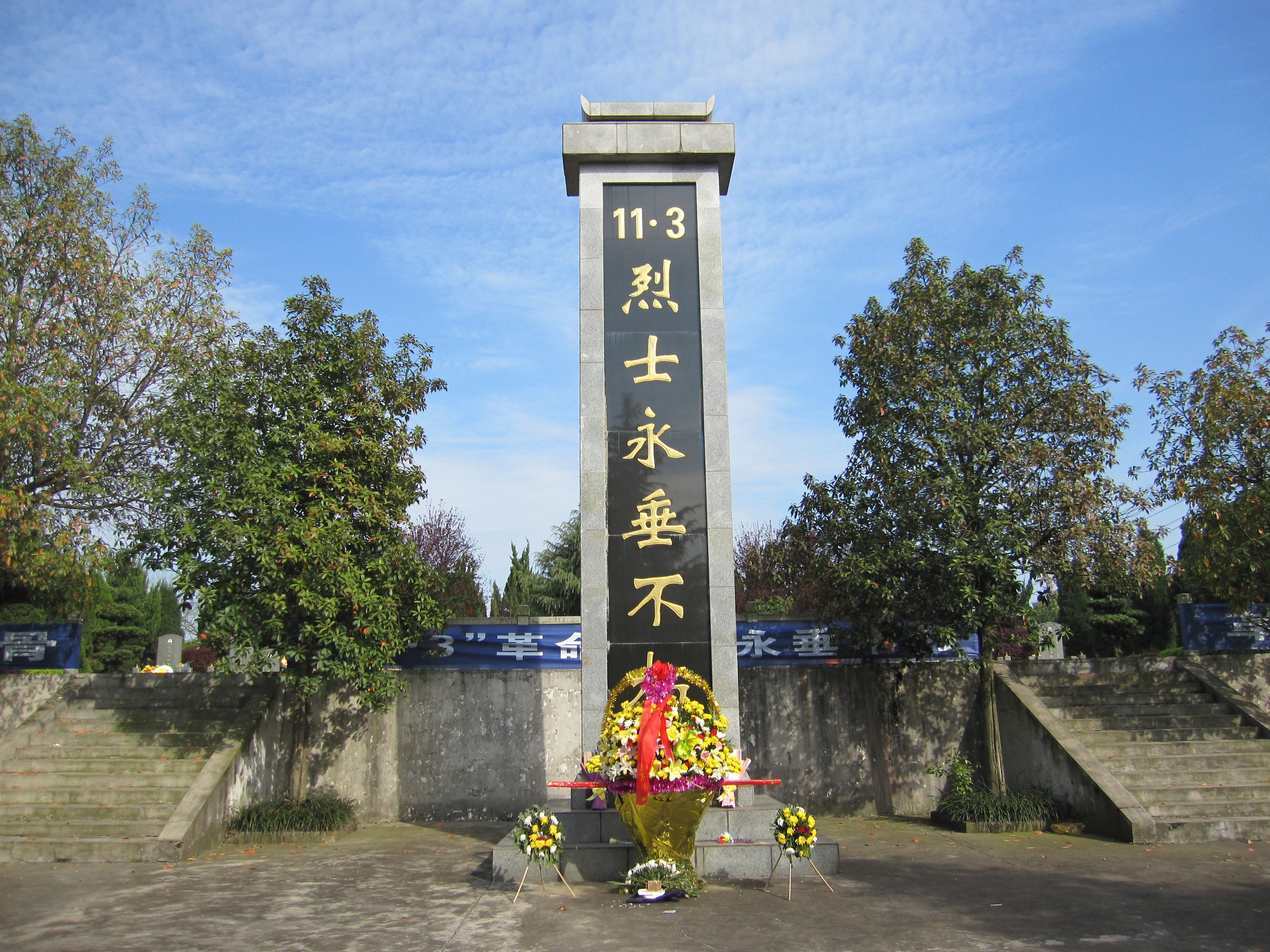
11·3烈士纪念碑

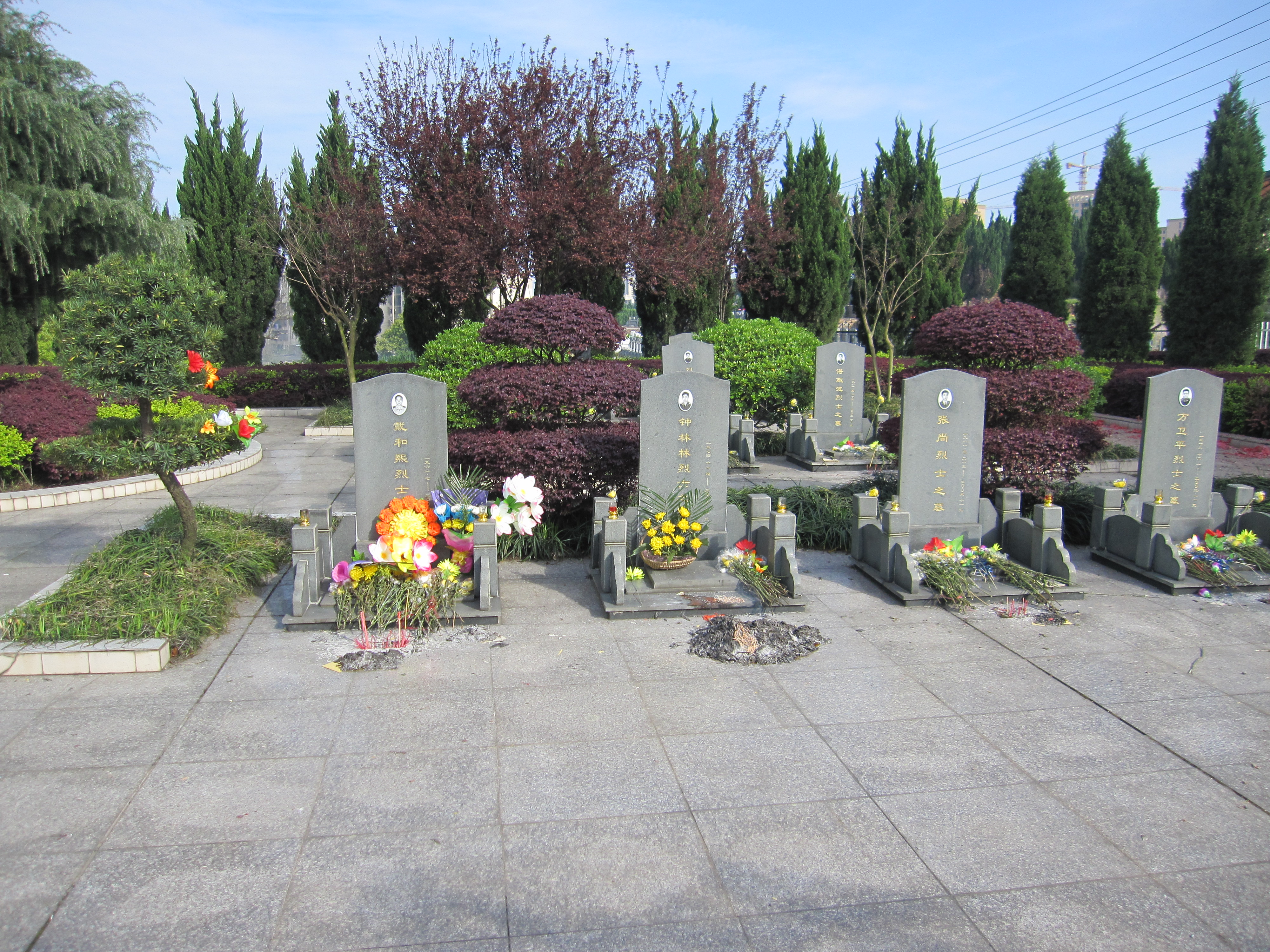
11·3火灾烈士墓地

衡阳市革命烈士陈列馆为仿四合院建筑，总建筑面积约1390平方米。馆内陈列了79位烈士、3位杰出人物的事迹。个人接待，每周三为开馆日，时间为上午9:00-11:30，下午15:30-17:00，节假日和特殊情况另行通知。团体接待，需要先与接待中心联系，办理登记手续。
- 烈士墓区

烈士墓区位于烈士纪念碑旁，墓区分别由广场、烈士墓区及花岗岩栏杆、台阶等组成，栽植大量绿化苗木、花草，将军红石材卧碑坐东向西依次排列。
- 烈士纪念碑

烈士纪念碑呈塔状，塔盘约为大方形：67.6M×29.8M,塔总高度为28M，其中塔碑主体为20.1M，碑座为7.9M。塔碑主体为2.6×1.8M，四周八面各凸出0.5M，在凹入体中正面刻上“衡阳革命烈士纪念碑”字样，塔平台下4M高处为3200平方米大型活动广场，主塔平台至广场以9M宽台阶相通，台阶中间1M为雕塑隔离带，纪念碑碑底标高85.8米，纪念碑碑顶标高118.8米(不含3米避雷针)。在峰顶纪念碑高高耸立，让远处的民众能遥望到塔碑的风貌，而对英烈的缅怀。碑下前方是人民聚集中心广场及陈列馆与展厅，厅内有悼念区，英雄简介、英雄们的图像、物品展示等。
- 11.3烈士纪念广场

2006年11月，为纪念2003年11月3日在珠晖区发生特大火灾坍塌事故中牺牲的市武警消防支队20位消防官兵，市委、市政府在陵园内修建了“11.3”烈士纪念碑。整个烈士纪念碑高11.3米，长20米，中间是主碑，两边各是一组群雕，主碑由基座、碑座、主碑、凤凰组成。基座高1.19米，有圆形台阶，碑座与主碑是两个缺圆，形似火灾坍塌的八层大楼，主碑两圆弧截面组成红色的“11”，最上面是一个像9字的凤凰振翅高飞。醒目的红色“119”警示后人牢记消防意识。烈士墓瞻仰区位于纪念碑的后方，有台阶联接墓区与纪念碑。两旁分列20位烈士的墓，在墓区四周用植被间隔，形成一个独立的区域。

## 入葬烈士
截止于2010年，衡阳市烈士陵园共在烈士褒扬区内，共安葬不同时期的革命烈士57位，老红军、老八路、离退休老干部和县处级以上领导干部1400位。
其中包括16名衡阳“11·3”特大火灾牺牲消防武警（另4名外地籍烈士葬回家乡），98年抗洪抢险牺牲在湖北嘉鱼县牌洲湾的梁力，2002年因阻止盗窃团伙偷盗铁路物资而被刺杀牺牲的衡阳铁路民警袁佳，2010年“1.26”临湘长春花炮厂爆炸事故牺牲的消防烈士肖忧，生前担任洞口县公安消防大队政治教导员的宋文博，2003年2月抢救列车而牺牲的铁路警察雷宏等。
另有救落水儿童而牺牲的13岁少年丁中兴，其父母的心愿是让他的骨灰进入衡阳市烈士陵园的烈士塔，但湖南省民政局考虑到这会间接鼓励其他未成年人冒险救人，没有批准。这引发了社会关于未成年人是否能当烈士的讨论 。最后丁中兴的墓还是迁入衡阳市烈士陵园。

## 交通
途经衡阳市烈士陵园的公交有衡阳161路公交车（燕子窝⇄新大桥）。
清明前后4天，衡阳市还会开通清明祭祀免费公交专线：
出发线路：步步高商场(起点站)—市殡仪馆(停靠点)—华夏陵园(终点站；
返回线路：华夏陵园(起点站)—市殡仪馆(停靠点)—西湖公园东门(终点站)。